# Volo Aeroflot 068
Il volo Aeroflot 068 era un volo passeggeri di linea operato da Aeroflot partito dall'Aeroporto di Chabarovsk-Novyj nel Territorio di Chabarovsk all'Aeroporto di San Pietroburgo-Pulkovo di San Pietroburgo (all'epoca Leningrado) con fermate intermedie all'Aeroporto di Novosibirsk-Tolmačëvo di Ob', in Unione Sovietica, quindi all'Aeroporto di Ekaterinburg-Kol'covo ad Ekaterinburg. Il 16 marzo 1961, il Tupolev Tu-104B che operava questo volo si schiantò poco dopo il decollo dall'aeroporto di Koltsovo a causa di un guasto al motore. Perirono due membri dell'equipaggio e 3 passeggeri insieme a due persone a terra.
La Commissione Investigativa sugli Incidenti Aerei concluse che la causa dell'incidente era da ricercarsi in un guasto del motore n. 2 (a destra) a causa della rottura della pala della turbina.

## L'incidente
Dopo il decollo dall'aeroporto di Koltsovo, mentre saliva a un'altitudine di 140 metri (460 piedi) e proprio quando i piloti stavano riducendo la potenza del motore rispetto all'impostazione di decollo, il motore n. 2 ha iniziato a vibrare violentemente.
Essi non erano sicuri di quale motore fosse guasto e non furono in grado di utilizzare gli strumenti riguardanti quel motore perché il pannello degli strumenti vibrava violentemente. Un membro dell'equipaggio decise di ridurre la potenza del motore n. 1 nel tentativo di determinare se fosse la fonte dello scuotimento, ma inavvertitamente tirò troppo indietro la leva dell'acceleratore, spegnendo il motore. Senza nessun motore in funzione, l'aereo di linea iniziò a scendere rapidamente e l'equipaggio decise che non c'era abbastanza altitudine per riavviare il motore n. 1.
Alla ricerca di un luogo adatto dove atterrare, l'equipaggio scelse di effettuare un atterraggio d'emergenza su uno stagno ghiacciato a 9.200 metri (9,2 km; 5,7 mi; 5,0 nmi) dall'aeroporto. Virando di 90 gradi a destra e scendendo l'equipaggio si allineò per l'atterraggio ad alta velocità con i flap e il carrello di atterraggio retratti.
Passando sotto una linea elettrica aerea e recidendola con lo stabilizzatore verticale, il Tupolev colpì il ghiaccio prima con la punta dell'ala sinistra, poi si schiantò percorrendo 870 metri (2.854 piedi; 951 iarde) prima di raggiungere la riva. Continuando a muoversi ad alta velocità, l'aereo colpì gli alberi vicino alla riva e proseguì, distruggendo parte del piano terra di una casa per le vacanze a due piani, uccidendo due persone all'interno.

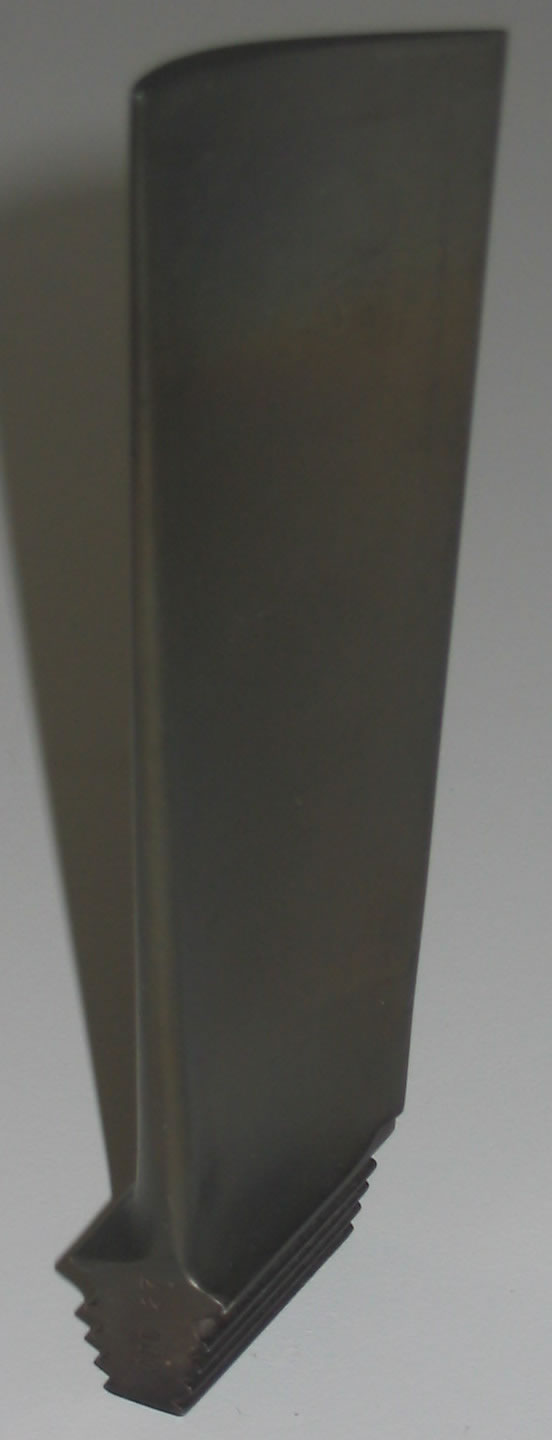
Un esempio di pala di turbina a turbogetto. La pala dell'aereo dell'incidente si è fratturata alla radice, come mostrato qui in fondo a questa immagine.

La maggior parte dell'ala destra venne strappata dall'aereo e si incastrò nell'abitazione. Contemporaneamente l'ala sinistra colpì un'altra casa, strappandone metà e provocando la completa distruzione dell'edificio. L'aereo proseguì, colpendo altri alberi e si fermò a 350 metri (1.148 piedi; 383 iarde) dallo stagno e 1.220 metri (4.003 piedi; 1.334 iarde) dal contatto iniziale con il ghiaccio. Non c'è stato alcun incendio e la fusoliera si ruppe in tre pezzi principali, rimanendo vicini l'uno all'altro sul luogo dell'incidente.

## L'aereo
La costruzione del Tupolev Tu-104B coinvolto, numero di serie 920805, fu completata presso la fabbrica di aerei della Kazan Aircraft Production Association il 24 luglio 1959. Il 4 agosto 1959 il Tupolev venne acquisito dall'Aeroflot. Al momento dell'incidente, l'aereo aveva sostenuto un totale di 1.600 ore di volo e 789 cicli di decollo e atterraggio.

## L'indagine
La Commissione d'Inchiesta sugli Incidenti Aerei, esaminando i rottami, scoprì che il motore n. 2 aveva subito un guasto contenuto e stabilì che la causa principale dell'incidente era la frattura della pala numero 54 nel secondo stadio della sezione della turbina. Questa pala aveva subito una crepa da fatica lungo la prima scanalatura del bloccaggio della pala, e si staccò dal mozzo della turbina ad alta velocità causando ingenti danni al motore. La Commissione citò l'errore dei piloti nello spegnere il motore n. 1 come fattore secondario nell'incidente.
Gli agenti dell'ufficio di progettazione Tupolev e il produttore del motore dichiararono che, poiché il guasto al motore era stato contenuto, l'aereo avrebbe potuto tornare all'aeroporto con un solo motore. Sulla base di questa opinione la loro posizione era che lo spegnimento accidentale del motore n. 1 fosse la causa principale dell'incidente.